# モバイル・メディシス
モバイル・メディシス(Mobile Medical System)は、東邦大学医療センター大橋病院における厚労省実証事業においてこれまで利用されていたモバイルICT技術の愛称として2011年12月14日に命名された。
プロジェクト発足の原点は、非常に単純にCCUや救急に搬送された患者のリアルタイム心電図をMFERフォーマットで場所、時間を問わずに見られれば、より適した医療を施せ予後の向上も望めることを期待され東邦大学医療センター大橋病院の循環器内科の杉薫教授の元で2009年にプロジェクトはメディカルバンクの協力を得て発足した。
プロジェクトの成果は大きく、過酷な勤務状況下で働く最善医師の状況緩和、情報共有における医療事故のゼロ化および医療費の低減にも役立つことが実証された。
医療界におけるスマートフォンを軸とする第三世代携帯端末は医療用モバイルの潮流は、救急救命、循環器領域だけとどまらず関連領域にも地殻変動ともいえる影響を及ぼし、医療用モバイルICTの歴史のターニングポイントとなるほどの大きなうねりとなっている。 その背景には、日本の医療制度や医療環境が大きく関係している。特に高齢化社会と医師不足からの地域医療再生やチーム医療の観点から医療用モバイルICTつまりモバイル・メディシス（Mobile Medical System）不可欠な医療ツールとなって来ていることが考えられる。
2011年から地域における診療連携にもモバイル・メディシス（Mobile Medical System）の応用が厚生労働省「チーム医療実証事業」と加わり、新たに院内に「チーム医療推進室」が設置された。既に心電計からNTTdocomoのクロッシー通信網を介してダイレクトに連携先医療機関に送られ、即座に心臓専門医からアドバイスを返答する試みが既に24時間体制で運用され高い評価をされている。

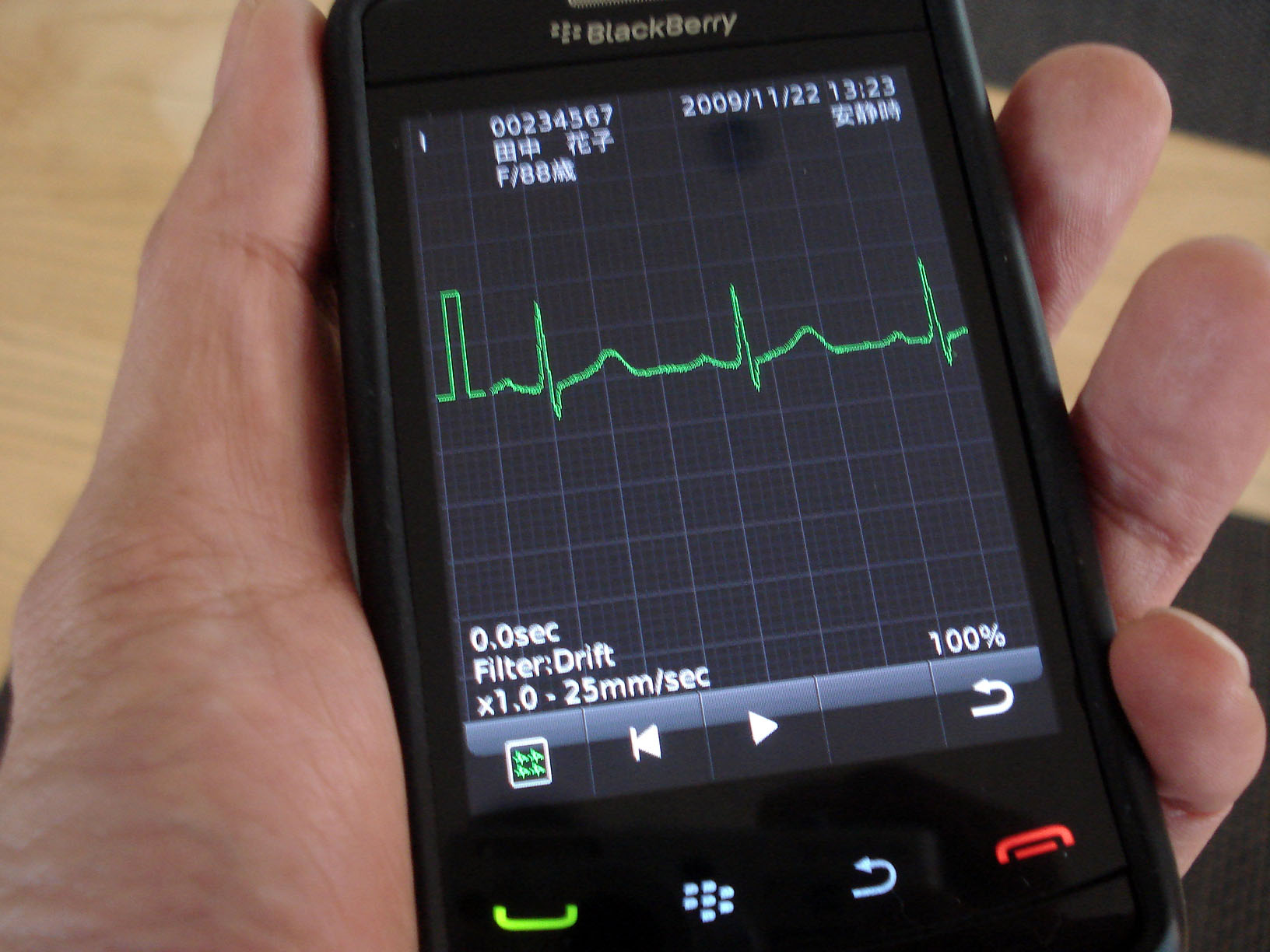
Blackberry 9550でのMFERアプリ(DaSH MFER)

- 医療情報学の中核分野の一つ。
- 学際領域（医学・情報工学）

## 臨床的な意義
臨床における情報は多種多様であり、いくつかの種類に分類される。その中でも心電図波形（ECG）や生体モニターの情報は主観情報や身体所見など医療者の観測に基づく病態などと合わせて極めて有効且つ重要な情報である。また、判断に関する情報には、医療関係者の患者の病態に関する思考に関する情報があり、判断に基づく行為に関する情報としては、処方オーダや処置の指示や診療計画に関する情報がある。
これらの情報を基に主に下記のような処理技術の応用に関する研究が行われている。
- Clinical data, information, knowledge and intelligence.
- Clinical data standards（ICD10, SNOMED-CT, UMLS etc）
- Data structure and algorithms.
- Rule, logic（RuleML）, semantics and ontology（RDF）（Protege）
- Modeling （ER, DFD, UML）
- Programming （R, Caml, Java, C, C++, python, Ruby etc）
- Data base management systems （RDBMS, OODB, XMLDB, Temporal DB etc）
- Human interface （GUI, Ubiquitous devices, wearable devices etc）
- Image processing （2D, 3D, 4D, VR）（DICOM）
- Biomedical signal processing
- Natural language processing
- Clinical genomic data processing （R:Bioconductor）
- Clinical trials （researches） data processing （CDISC etc）
- Public health data processing for clinical practices （SEER）

## 遠隔地医療への応用
臨床における意思決定システムの定義（Wyatt and Spiegelhalter,1991）：「患者データ項目の二つ以上を使用して、その症例に特異的な推奨・助言と作成する能動的知識システム」とされる。他の分野の意思決定支援よりも広い機能を有し、主にチェックリストのような診療情報の管理の支援や診療業務の分配のための診療業務フローの管理、過誤の防止や質の評価指標のための診療の質の管理支援機能も含まれている。初期の臨床における意思決定支援システムには、1969年のde Dombalらによる確率とベイズ理論を用いた腹痛の診断支援システム、1973年のShortliffeらの後ろ向き推論ルールベースシステムを用いた感染症の診断管理を支援する代表的なMYCIN、1986年のQMRや1987年のDXplainに代表される一般内科診断をヒューリスティック推論を用いたシステムが提案された。これらは、専門医と比較しても遜色の無い診断精度を有したが、ほとんどスタンドアロンシステムで病院の情報システムとの統合化は行われなかった。初期のシステム開発の目的は、このように臨床の診断支援であった。イベントモニターシステムとは、診断支援システムの次に登場したのは、診療プロセス内で発生する検査や薬剤処方や外来診療予約などのオーダーやその結果に応じたイベントに対応した薬剤の配合禁忌等の警告や外来追跡患者の外来診療検査予約などのリマインダ提示システムである。主要なシステムとしてはCARE（Indiana）、HELP（LDS）、Arden（CPMC）であり、限られた領域での導入が比較的簡単であるために病院情報システムと統合され、臨床的有用性についても報告されている（McDonald, 1984, Hunt, 1998）。上記のようにDSSを分類すると大きく医師が必要に応じて診断情報を求めるような受動的なDSSと能動的なDSSに分類される。能動的なDSSとは、警告やリマインダのように診療と非同期に行われるものと医師と対話的に推奨情報を提示させるもの、薬剤間の相互作用チェックのような検証システムによる評価結果を提示するものに分かれる。DSSにおける知識表現法：臨床情報処理におけるDSSの知識表現には、決定木や影響ダイアグラム、ニューラルネットワークのような量的表現とルールや流れ図、フレーム、論理のような質的表現に大きく分けることができる。臨床におけるDSSにおける推論と実施エンジンは、症例に特異的なリマインダや推奨・助言や評価を作り出すため、意思決定知識を患者データに適応するプログラムと言える。当然推論法は知識の表現に依存し、ルールを用いる場合には前向きあるいは後ろ向き推論が用いられる。推論の実施エンジンは患者データ入力を必要とするための病院の情報システムと連動させる必要がある。診療ガイドラインのそもそもの目的は、診療におけるベストプラクティスの実現にある。それでは、ベストプラクティスとは何か?患者の特性に適合した安価な診療であるとすると患者の特性評価（診断）とそれに対応した治療法の選択が課題となる。伝統的には、医学教育と臨床研修を行い診療マニュアルや症例報告、専門医の意見を総合して経験的にベストプラクティスの施行について習得しているが、現状の文章化されただけでの診療ガイドラインのままでは効果が少ないことが報告されている（Loma, 1991; Oxman, 1995; Bero, 1998）。
- Data mining
- Machine learning （Weka)
- Bayesian Network
- Artificial Intelligence
- Clinical simulation （Clinical pharmacology, Surgery, Emergency medicine etc.）
- Clinical decision making （GLIF etc.）
- Knowledge management

## セキュリティ
- Clinical computer devices
- Time series devices: EEG, ECG, BP, HR, RR, BT etc.
- Imaging modalities:CR, CT, MR, PET, Echo, ES etc.
- Devices for surgery, IVR
- Clinical robotics and VR devices

## Clinical information systems
- Hospital information systems（HL7）
- Electronic Health Records or Medical Records（HL7）
- Community health support systems
- Home health care support systems
- Clinical genomics support systems （Clinical genomics ICT system）
- Personalized medicine support systems
- Translational research support systems （ICT for TR）
- Clinical research support systems （Clinical trials etc）（CDISC etc）
- Disease registration systems （Cancer registration etc）
- Clinical grid systems

## Security for clinical information systems
- Security policy
- Security devices
- Security systems
- Security management